# Selezione della città organizzatrice dei XXV Giochi olimpici invernali

Il Centro Congressi SwissTech di Losanna, al cui interno furono assegnati dal CIO, nel 2019, i Giochi alle città di Milano e Cortina d'Ampezzo.

La selezione della città organizzatrice dei XXV Giochi olimpici invernali, che si terranno nel 2026, è avvenuta durante la 134ª sessione del Comitato Olimpico Internazionale (CIO) riunitosi il 24 giugno 2019 a Losanna, in Svizzera. La scelta è ricaduta sulla candidatura italiana congiunta di Milano e Cortina d'Ampezzo.

## Cronologia della selezione
Le modalità e il calendario per la selezione della città ospitante i Giochi furono definiti dal CIO nel settembre 2017:
- Fase di dialogo (29 settembre 2017-ottobre 2018);[3]
- Fase di candidatura (ottobre 2018-giugno 2019);[3]
- Processo di selezione finale (24 giugno 2019).[3]

## Candidature

### Manifestazioni d'interesse
- Almaty
- Aosta
- Auckland-Queenstown
- Barcellona
- Boston
- Calgary[4]
- Cortina d'Ampezzo[5]
- Dresda
- Erzurum[6]
- Graz[7]
- Grigioni
- Helsinki-Sigulda-Östersund-Hamar
- Innsbruck
- Lake Placid
- Leopoli
- Lillehammer
- Milano[5]
- Quebec
- Salt Lake City
- Santiago del Cile
- Sapporo[8]
- Sion[9]
- Stoccolma
- Telemark
- Torino[5]
- Trento
- Trondheim-Åre

### Candidature ufficiali
Le candidature ufficiali presso il CIO per organizzare i XXV Giochi olimpici invernali furono sette:
| Logo | Città                    | Paese    | Comitato nazionale                   | Dettagli  | Risultato                              |
| ---- | ------------------------ | -------- | ------------------------------------ | --------- | -------------------------------------- |
|      | Calgary                  | Canada   | Comitato Olimpico Canadese           | Dettaglio | Ritirata in "fase di candidatura"      |
|      | Erzurum                  | Turchia  | Comitato Olimpico Nazionale Turco    | Dettaglio | Non ammessa alla "fase di candidatura" |
|      | Graz                     | Austria  | Comitato Olimpico Austriaco          | Dettaglio | Ritirata in "fase di dialogo"          |
|      | Milano-Cortina d'Ampezzo | Italia   | Comitato Olimpico Nazionale Italiano | Dettaglio | Ammessa alla selezione finale          |
|      | Sapporo                  | Giappone | Comitato Olimpico Giapponese         | Dettaglio | Ritirata in "fase di dialogo"          |
|      | Sion                     | Svizzera | Associazione Olimpica Svizzera       | Dettaglio | Ritirata in "fase di dialogo"          |
|      | Stoccolma-Åre            | Svezia   | Comitato Olimpico Svedese            | Dettaglio | Ammessa alla selezione finale          |

## Selezione finale
I XXV Giochi olimpici invernali del 2026 furono assegnati il 24 giugno 2019, durante il 134º congresso del Comitato Olimpico Internazionale (CIO) svoltosi a Losanna. La sessione si sarebbe dovuta svolgere proprio a Milano, come deciso all'unanimità durante il 131ª congresso del CIO svolto a Lima nel 2017; tuttavia venne spostata presso la sede del CIO a Losanna poiché la Carta Olimpica non consentiva che una sessione si svolgesse in un paese che si era candidato ad ospitare dei Giochi assegnati durante quella stessa sessione. Nella sede congressuale, ospitata nei locali del Centro Congressi SwissTech di Losanna, vennero presentate le due candidature: Milano-Cortina d'Ampezzo (Italia) e Stoccolma-Åre (Svezia). 
La candidatura di Milano e Cortina d'Ampezzo venne scelta rispetto alla proposta svedese di Stoccolma e Åre, ottenendo la maggioranza assoluta dei voti, 47 contro 34.
| Candidatura              | Paese  | Round unico (voti) | Risultato    |
| ------------------------ | ------ | ------------------ | ------------ |
| Milano-Cortina d'Ampezzo | Italia | 47                 | Assegnataria |
| Stoccolma-Åre            | Svezia | 34                 | Eliminata    |

Il risultato fu annunciato alle ore 18:03 alla platea del Congresso dal presidente del CIO Thomas Bach, con le seguenti parole: